# Радж, Нихил
Нихил Радж (англ. Nikhil Raj; род. 12 января 2001, Бангалор) — индийский футболист, нападающий клуба «Кикстарт».

## Карьера
Воспитанник футбольной школы «Рутс». В 2017 году перешёл в клуб «Кикстарт», который выступает в супер дивизионе Бангалора. В январе 2020 года отправился в аренду в «Индиан Эрроус». Дебютировал за клуб в индийской Ай-Лиге 26 января 2020 года против «Реал Кашмира». В мае 2020 года, проведя за клуб 9 матчей, вернулся назад в «Кикстарт».
В августе 2021 года игрок отправился в аренду «Одишу». Дебют состоялся 5 декабря 2021 года против «Керала Бластерс» в рамках индийской Суперлиги, где футболист отличился забитым голом на последних минутах матча. По окончании аренды покинул клуб и вернулся в «Кикстарт». В январе 2023 года футболист на правах арендного соглашения отправился в «Бенгалуру Юнайдет»

## Международная карьера
В 2021 году игрок был вызван в молодёжную сборную Индии.